# Апдайк, Джон
Джон Хо́йер А́пдайк (англ. John Hoyer Updike; 18 марта 1932 года, Рединг, Пенсильвания, США — 27 января 2009 года, Данверс, Массачусетс) — американский писатель, поэт и литературный критик, автор 23 романов и 45 других книг: сборников рассказов, стихотворений, эссе. На протяжении многих десятилетий публиковал рассказы и рецензии в журнале The New Yorker. Лауреат ряда американских литературных премий, включая две Пулитцеровские премии (за романы «Кролик разбогател» и «Кролик успокоился»). Чтец Джефферсонской лекции (2008).

## Биография
Родился 18 марта 1932 года в Рединге, до 13 лет жил в Шиллингтоне, в том же штате Пенсильвания. Отец — Уэсли Рассел Апдайк — школьный учитель, мать — Линда Грэйс — писала рассказы.
В 1954 году окончил с отличием Гарвардский университет, где изучал английскую литературу, а также одногодичные курсы живописи в Художественной школе Рёскина Оксфордского университета в Англии. В Гарварде Апдайк некоторое время был редактором сатирического журнала «Гарвардский пасквилянт». Вернувшись из Англии, два года проработал в журнале The New Yorker, где и начал публиковать свои первые рассказы. Поселился в штате Массачусетс, в небольшом городе Ипсуич.
Первый опубликованный (и третий написанный) роман писателя («Ярмарка в богадельне») увидел свет в 1959 году. Литературная известность пришла быстро. В начале 1960-х гг. Апдайк становится одним из самых популярных писателей Новой Англии и с тех пор в среднем публикует по одной книге ежегодно. В журнале The New Yorker он регулярно помещал свои рассказы, а в периодическом издании The New York Review of Books — литературные и художественные рецензии.
Ещё на студенческой скамье Апдайк, известный в молодости, как завсегдатай светских тусовок, женился на Мэри Пеннингтон, которая стала матерью его четырёх детей. Они развелись в 1974 году после 21 года брака. Болезненный опыт развода нашёл отражение в сборнике рассказов Too Far to Go, увидевшем свет в 1979 году. К тому времени Апдайк женился на своей старой возлюбленной Марте Бернард, воспитывал её троих детей от предыдущего брака.
Писатель ещё в 50 лет стал подводить итоги жизни, выпустив книгу мемуаров. В политике он исповедовал здоровый консерватизм. Говорил, что в жизни людей есть три большие тайны — «секс, искусство и религия». В конце жизни критиковал оцифровку художественной литературы, которая якобы разъедает целостность литературных произведений и понятие авторского права.
Всего из-под пера Апдайка вышло больше двадцати романов и дюжина сборников рассказов, а также стихи, критические статьи о литературе и живописи, книги для детей, воспоминания. Его поздние романы не были приняты литературным истеблишментом, где господствовало представление, что фирменный язык Апдайка, казавшийся столь лёгким и оригинальным читателям 1960-х, «загустел до самодовольства».
Писатель скончался в хосписе на 77-м году жизни. Причиной смерти стал рак лёгких.

## Творчество
Апдайк имел репутацию одного из лучших стилистов, пишущих на английском языке, обладателя очень богатого лексикона. Действие произведений Апдайка происходит в небольших городках на северо-востоке США, в среде протестантов из среднего класса. Его заурядных, как правило, героев часто осаждают типичные для их круга проблемы семейного и религиозного свойства, в том числе порождённые супружескими изменами. Для Апдайка вообще характерно повышенное внимание к чувственной стороне межполовых отношений и к христианской проблематике. Продолжая традиции флоберовского реализма, Апдайк ярко, детализировано фиксирует подробности окружающего мира. Своё предназначение он видел в том, чтобы придавать аморфной повседневности «причитающуюся ей форму прекрасного».
Крупнейшим вкладом Апдайка в сокровищницу американской литературы стала тетралогия о Кролике, в которой рассказывается о жизни рядового американца Гарри Ангстрома по прозвищу «Кролик», о сложностях его личной жизни и о крахе его иллюзий. Советскому читателю писатель стал известен благодаря осуществленному в 1965 году В. Хинкисом переводу романа «Кентавр» (1963, по-русски: 1996, с предисловием Шимона Маркиша), ставшему, по оценке А. Гениса, культовым среди шестидесятников — «книгой-паролем, позволяющей вступить в заветный клуб понимающих — на кухни тех интеллигентных домов, где рождалось общественное мнение шестидесятых».

### Романы о Кролике
- «Кролик, беги» / англ. Rabbit, Run (1960)
- «Кролик вернулся[вд]» / англ. Rabbit Redux (1971)
- «Кролик разбогател[вд]» / англ. Rabbit Is Rich (1981)
- «Кролик успокоился[вд]» / англ. Rabbit At Rest (1990)
- «Воспоминания о Кролике[вд]» / англ. Rabbit Remembered (2001)

### Трилогия о Беке
- «Бек: книга» / англ. Bech, a Book (1970)
- «Возвращение Бека» / англ. Bech Is Back (1982)
- «Бека обложили» / англ. Bech at Bay (1998)

### Книги о Бьюкенене
- «Бьюкенен умирает» / англ. Buchanan Dying (1974; пьеса)
- «Воспоминания о президентстве Форда» / англ. Memories of the Ford Administration (1992; роман)

### «Иствикские» романы
- «Иствикские ведьмы» / англ. The Witches of Eastwick (1984)
- «Иствикские вдовы» / англ. The Widows of Eastwick (2008)

### Трилогия «Алая буква»
- «Месяц воскресений» / англ. A Month Of Sundays (1975)
- «Версия Роджера» / англ. Roger’s Version (1986)
- «С.» / англ. S. (1988)

### Другие произведения
- (1959) Ярмарка в богадельне / The Poorhouse Fair
- (1963) Кентавр / The Centaur
- (1965) Ферма / Of The Farm
- (1968) Супружеские пары / Couples
- (1977) Давай поженимся / Marry Me
- (1978) Переворот / The Coup
- (1986) Версия Роджера / Roger’s Version
- (1994) Бразилия / Brazil
- (1996) В красоте лилий / In the Beauty of the Lilies
- (1997) Toward the End of Time
- (2000) Гертруда и Клавдий / Gertrude and Claudius
- (2002) Ищите моё лицо / Seek My Face
- (2004) Деревни / Villages
- (2006) Террорист / Terrorist

## Сборники рассказов
- (1959) Та же дверь / The same door
- (1962) Голубиные перья / Pigeon Feathers
- (1964) Рассказы об Олинджере / Olinger stories
- (1966) Музыкальная школа / Music school
- (1972) Музеи и женщины / Museums And Women
- (1979) Проблемы и другие рассказы / Problems and other stories
- (1987) Поверь мне / Trust me
- (1994) Загробная жизнь / Afterlife

## Экранизации

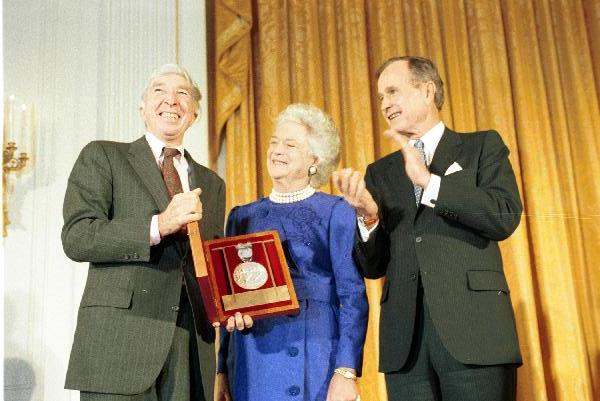
Джон Апдайк получает Медаль Искусств из рук президента США Джорджа Буша-старшего и его супруги

- 1970 — «Кролик, беги» / англ. Rabbit, Run (реж. Джек Смайт)
- 1974 — «Музыкальная школа» / англ. The Music School (ТВ) (реж. Джон Корти)
- 1979 — «Слишком далеко идти» / англ. Too Far to Go (ТВ) (реж. Филдер Кук)
- 1985 — «Сосед по комнате» / англ. The Roommate (ТВ) (реж. Нелл Кокс)
- 1987 — «Голубиные перья» / англ. Pigeon Feathers (ТВ) (реж. Шэррон Миллер)
- 1987 — «Иствикские ведьмы» / англ. The Witches of Eastwick (реж. Джордж Миллер)
- 1992 — «Иствикские ведьмы» / англ. The Witches of Eastwick (ТВ) (реж. Рик Розенталь)
- 1996 — англ. «A & P» (реж. Брюс Шварц)
- 2002 — «Иствик» / англ. Eastwick (ТВ) (реж. Майкл М. Робин)